# Arrondissement de Freyung-Grafenau
L'arrondissement de Freyung-Grafenau est un arrondissement  (Landkreis en allemand) de Bavière   (Allemagne) situé dans le district (Regierungsbezirk en allemand) de Basse-Bavière. 
Son chef lieu est Freyung.

## Villes, communes & communautés d'administration
(nombre d'habitants en 2006)
| Städte 1. Freyung (7 069) 2. Grafenau (8 829) 3. Waldkirchen (10 516) Märkte 1. Perlesreut (2 938) 2. Röhrnbach (4 555) 3. Schönberg (3 881) Gemeinden 1. Eppenschlag (968) 2. Fürsteneck (954) 3. Grainet (2 415) 4. Haidmühle (1 460) 5. Hinterschmiding (2 553) 6. Hohenau (3 479) 7. Innernzell (1 662) 8. Jandelsbrunn (3 380) 9. Mauth (2 468) 10. Neureichenau (4 445) 11. Neuschönau (2 359) 12. Philippsreut (750) 13. Ringelai (2 103) 14. Saldenburg (1 940) 15. Sankt Oswald-Riedlhütte (3 123) 16. Schöfweg (1 296) 17. Spiegelau (4 042) 18. Thurmansbang (2 436) 19. Zenting (1 150) | Verwaltungsgemeinschaften 1. Hinterschmiding (Communes Hinterschmiding et Phillippsreut) 2. Perlesreut (Markt Perlesreut et commune Fürsteneck) 3. Schönberg (Markt Schönberg et commune Eppenschlag, Innernzell et Schöfweg) 4. Thurmansbang (Communes Thurmansbang et Zenting) Gemeindefreie Gebiete (166,60 km²) 1. Annathaler Wald (10,41 km²) 2. Frauenberger et Duschlberger Wald (21,09 km²) 3. Graineter Wald (6,60 km²) 4. Klingenbrunner Wald (6,62 km²) 5. Leopoldsreuter Wald (14,79 km²) 6. Mauther Forst (24,67 km²) 7. Philippsreuter Wald (3,01 km²) 8. Pleckensteiner Wald (13,04 km²) 9. Sankt Oswald (12,15 km²) 10. Schlichtenberger Wald (17,82 km²) 11. Schönbrunner Wald (21,26 km²) 12. Sonnenwald (3,66 km²) 13. Waldhäuserwald (11,48 km²) |

Localisation des communes dans l'arrondissement.